# 北薩空港道路
北薩空港道路（ほくさつくうこうどうろ）は、鹿児島県にある北薩横断道路一部である。
延長約6kmで全区間を供用している。

## 概要
- 道路名：北薩空港道路（一般国道504号バイパス・北薩横断道路）
- 区間：野坂IC - 永野IC
- 陸上距離：6 km
- 管理者：鹿児島県

## 通過する市町村
- 鹿児島県
  - 霧島市 - 薩摩郡さつま町

## 接続する道路
- 国道504号

## 隣の道路
北薩横断道路
薩摩道路
さつま広橋IC - さつま観音滝IC - 永野IC